# ダイアンのラジオさん
『ダイアンのラジオさん』は、ABCラジオで不定期放送されている深夜放送番組。漫才コンビ・ダイアンによるラジオ番組である。
2021年10月25日未明（番組表上の10月24日深夜）0時35分 - 1時30分に第1回を放送して以降、毎月1回ペースで放送されている。
2021年9月（10月度改編）まで同局の夜ワイド『よなよな…』を担当したダイアンにとって、1か月ぶりの同局でのレギュラー復帰となった。『よなよな…』同様のトークとメールコーナーの構成をとる。放送開始当初は2022年3月までの全6回放送が予定されていたが、第6回の放送で、2022年4月以降も放送を継続することが発表された。
放送内容はradikoのタイムフリー配信終了後（放送8日後以降）、ダイアンの公式YouTubeチャンネルでアーカイブ配信される。

## コーナー
第1回でレギュラーコーナーの募集告知が行われ、第2回から開始された。
MOZO MOZO
かつて『よなよな…』でユースケが大谷翔平を見て評したような「モゾモゾ」する人や物を募集するコーナー。第1回から開始。
いただきま すー
スポンサーを探すという名目の、新商品などの試食コーナー。商品名・メーカーなどを明かす前に食べながらトークを展開する。第11回から開始。
ビーフ or チキン
「目玉焼きに醤油かソースか?」など、2人に寄せられた「2択」の質問に答えるコーナー。募集開始時「トークの話題がなくなったときのための保険」と告知された。第1回で募集が告知されて以来行われていない。

### 過去のコーナー
ボーン-1 グランプリ
爆発音SEの新しい使い方を募集するコーナー。第10回を最後に終了。
津田氏びんびん物語
「津田が最新流行のレクチャーを受ける」という名目のコーナー。当初はスポンサー企業のサービスを体験してトークをするインフォマーシャルコーナーとして開始し、リスナーから流行に関するメールを募集するコーナーに変化した。第10回を最後に終了。
ダイアンの影響力 ―Your Voice Please―
第22回で実施された特別企画。『ダイアンのTOKYO STYLE』（TBSラジオ）との連動コーナー。ファンブックの出版を記念し、リスナーがダイアンのラジオから受けた「良い影響」と「悪い影響」を募った。

## 放送日程
番組開始以来、毎月第2・第3・第4いずれかの月曜未明（番組表上の日曜編成の最終）に編成されており、本番組終了後に放送休止に入る。放送日時は毎回の番組終了時に予告されるほか、ABCラジオが毎月末に発行する基本番組表パンフレット（タイムテーブル）でも記載される。